# Юйцзян (Интань)
Юйцзя́н (кит. упр. 余江, пиньинь Yújiāng) — район городского подчинения городского округа Интань провинции Цзянси (КНР).

## История
С 223 года до н.э. эти земли входили в состав уезда Юйгань. Во времена империи Цзинь в 291 году в этих местах был создан уезд Цзиньсин (晋兴县). Позднее он был переименован в Синъань (兴安县), а затем вновь присоединён к уезду Юйгань.
В середине VI века здесь был создан уезд Аньжэнь (安仁县), но и он вскоре был вновь присоединён к уезду Юйгань.
Во времена империи Сун в 975 году уезд Аньжэнь был создан вновь. После Синьхайской революции и образования Китайской Республики в связи с тем, что в провинции Хунань также имелся уезд Аньжэнь, уезд Аньжэнь провинции Цзянси был в 1914 году переименован в Юйцзян (余江县).
После образования КНР был создан Специальный район Шанжао (鹰潭专区), и уезд Юйцзян вошёл в его состав. 8 октября 1952 года Специальный район Шанжао и Специальный район Фулян (浮梁专区) были объединены в Специальный район Интань (鹰潭专区).  6 декабря 1952 года власти специального района переехали из посёлка Интань уезда Гуйси в уезд Шанжао, и Специальный район Интань был переименован в Специальный район Шанжао.
В 1970 году Специальный район Шанжао был переименован в Округ Шанжао (上饶地区).
Постановлением Госсовета КНР от 27 июля 1983 года городской уезд Интань и уезды Юйцзян и Гуйси были выделены из округа Шанжао в отдельный городской округ Интань.
В феврале 2018 года уезд Юйцзян был преобразован в район городского подчинения.

## Административное деление
Район делится на 6 посёлков и 5 волостей.